# سمندر نوارزرین
سمندر نوارزرین (نام علمی: Chioglossa lusitanica) نام یک گونه از تیره سمندران است.